# Истински романс
Истински романс (на английски: True Romance) е американски филм по сценарий на Куентин Тарантино и режисура на Тони Скот. Това е първият авторски филмов проект по сценарий на Тарантино, с който той прави забележителен пробив в киноиндустрията. В главните роли са Крисчън Слейтър и Патриша Аркет, като във филма участват редица придобили постфактум световна слава актьори като Вал Килмър, Брад Пит, Самюъл Джаксън и др.

## Сюжет
Внимание:  Текстът по-долу разкрива сюжета на произведението (или части от него)!
Кларънс Уорли (Крисчън Слейтър) е продавач на комикси и страстен фен на Елвис. Запознава се по парадоксален начин с красивата Алабама (Патриша Аркет). Алабама е загадъчна и странна проститутка, на която шефът му предварително е платил, за да се срещне с нищо неподозиращия Кларънс „изненадващо“ в нощното кино, точно на рождения му ден. Обаче, за изненада и на двамата, това се оказва любов от пръв поглед. Алабама е в занаята едва от няколко дни, и е готова да зареже Драксъл, за да бъде с Кларънс. Но това няма да се хареса на сводника ѝ, и Кларънс решава да се разправи с него, но след развихрилото се меле сводникът и съучастниците му са мъртви, а Кларънс се оказва в ръцете си с куфар, пълен вместо с дрехите на Алабама, с кокаин за 5 милиона долара. Притежатели на „куфара с дрехите на Алабама“ се оказват опасни бандити – наркомафиоти, при това сицилианци.
Кларънс и Алабама тръгват да бягат от наркомафията към Калифорния с идеята да продадат стоката в Холивуд, за да си осигурят после охолен и дълъг живот в Южна Америка със сменена самоличност. За нещастие, щастливата двойка е преследвана от освирепелите бандити, загубили кокаина, а също и от властите.
Хепиенд – яка тройна престрелка с автоматично оръжие, картечници и гранатомети между „горилите“ на наркомафията, ченгетата и единствения бодигард-руснак Миша (който успешно се противопоставя и на наркомафиотите и на ченгетата) на новия собственик на стоката от куфара по дирите на "загубеното (не)щастие" (продуцент в Холивуд). И в крайна сметка – „истински романс“ за щастливата двойка опитала се да се отърве по най-предприемчивия начин от дрогата.
Филм с наглед непретенциозен сценарий, който във всички случаи обаче се отнася към класическите романтични трилъри, благодарение на неподражаемия талант и реализация на Куентин Тарантино. Не бива да се пропуска от киноманите.
Филмът е заснет в хотел Амбасадор, Лос Анджелис, Калифорния, САЩ, от компанията Morgan Creek Productions, Davis-Films, August Entertainment. Незабравим „истински романс“ за киноманите.

## В ролите
| Актьор            | Роля                           |
| ----------------- | ------------------------------ |
| Крисчън Слейтър   | Кларънс Уорли                  |
| Патриша Аркет     | Алабама Уитман                 |
| Денис Хопър       | Клифорд Уорли, баща на Кларънс |
| Гари Олдман       | Дрексъл Спайви, сутеньор       |
| Майкъл Рапапорт   | Дик Ричи                       |
| Джеймс Гандолфини | Вирджил                        |
| Брад Пит          | Флойд                          |
| Кристофър Уокън   | Дон Винченцо Кокоти            |
| Вал Килмър        | Елвис                          |
| Бронсън Пинчът    | Елиът Блитцер                  |
| Самюъл Джаксън    | Биг Дон                        |